# Tomás de Allende
Tomás de Allende (Salta, 30 de agosto de 1778-Potosí (Bolivia), 9 de abril de 1815) fue un militar y funcionario argentino que tuvo una participación central en el fracaso de la Contrarrevolución de Córdoba de 1810 lo que le valió el nombramiento de gobernador intendente de su provincia natal.

## Biografía
Tomás Manuel Bailón de Allende y Torres nació en Salta el 30 de agosto de 1778, hijo del sargento mayor Pedro Lucas de Allende, Caballero de la Real Orden de Carlos III, comerciante principal y funcionario, y de María Javiera de Torres y Funes. Entre sus hermanos menores destacaron el militar Faustino Allende y el sacerdote Saturnino Allende.
Pese a ser pariente del coronel Santiago Alejo de Allende, quien apoyó al gobernador de Córdoba Juan Gutiérrez de la Concha y a Santiago de Liniers en su contrarrevolución, Tomás apoyó decididamente al movimiento patriota. Cuando el Ejército Auxiliador enviado por la Primera Junta a las órdenes del coronel Francisco Ortiz de Ocampo tomó el control de la ciudad, Tomás de Allende recibió el 2 de setiembre de 1810 de la Junta Gubernativa los despachos de coronel de ejército y el compromiso de recibir un cargo acorde a su rango "y al patriotismo con que se ha consagrado a la causa grande de estas Provincias".
Asegurada la adhesión de la Intendencia de Salta a la Revolución de Mayo, cuando el auditor de guerra de la Expedición Auxiliadora doctor Feliciano Antonio Chiclana, quien había sustituido a Nicolás Severo de Isasmendi, último gobernador realista de Salta, marchó a Potosí el 3 de noviembre de 1810 y tras declinar el puesto Juan José Fernández Campero y Herrera marqués de Valle de Tojo, la Junta nombró a Tomás de Allende. 
El 3 de diciembre de 1810 asumió las funciones de gobernador intendente de Salta, pero su mandato sería breve. Pocos días después, el 18 de diciembre la Junta Grande se convertía en el nuevo ejecutivo de la revolución y siguiendo sus directivas para la organización de las provincias, el 8 de marzo de 1811 se estableció en Salta la Junta Provincial Gubernativa integrada por Antonio Arias y Velásquez, Juan José Fernández Cornejo, Francisco Aráoz y Juan Antonio de Moldes, bajo la presidencia de Tomás de Allende en su carácter de gobernador intendente. 
Durante ese período tras una invasión de indios del Chaco al territorio de Jujuy, el cabildo de esa ciudad envió detenidos a algunos de los responsables a disposición de la Junta de Buenos Aires. Dado que Jujuy dependía de Salta, Allende declaró cesantes a varios miembros del cabildo jujeño, entre ellos al alcalde de segundo voto Julián Gregorio de Zegada, lo que generó nuevos reclamos populares de autonomía y la designación el 7 de mayo de 1811 de Zegada para que se trasladara a Buenos Aires a plantear el reclamo, que no fue aceptado por la Junta.
Finalmente, debilitada su autoridad en la Junta y comprometido con el partido morenista, dejó el puesto el 11 de julio de 1811 y pasó posteriormente a Buenos Aires.
Tras la formación del Segundo Triunvirato en 1812 Allende ocupó las funciones de Secretario de Estado en el Departamento de Guerra y Comandante de los Escuadrones de Caballería de Buenos Aires. Convocada la Asamblea General Constituyente del Año 1813 fue designado representante por Córdoba. Fue ascendido a sargento mayor y luego a coronel efectivo. 
Falleció en Potosí el 9 de abril de 1815.